# وایت شپرد
وایت شپرد (به انگلیسی: White Shepherd)، نام یکی از نژادهای سگ است که خاستگاه آن به آلمان بازمی‌گردد.

## خصوصیات
وزن جنس نر وایت شپرد ۷۵–۸۵ پوند (۳۴–۳۹ کیلوگرم) است و وزن جنس مادهٔ آن ۶۰–۷۰ پوند (۲۷–۳۲ کیلوگرم). قد جنس نر وایت شپرد ۲۵ اینچ (۶۴ سانتیمتر) است و قد جنس مادهٔ آن ۲۳ اینچ (۵۸ سانتیمتر). وایت شپرد در هر بار زایمان ۳ تا ۸ توله می‌زاید.
رنگ سفید دارد